# Даріо Дона
Даріо Дона (італ. Dario Donà, нар. 17 вересня 1961, Чизмон-дель-Граппа) — італійський футболіст, що грав на позиції півзахисника за низку італійських клубних команд і юнацьку збірну Італії. Чемпіон Італії у складі «Верони». 

## Клубна кар'єра
Починав грати у нижчольліговій команді «Сельвана», а 1979 року уклав контракт з представником Серії C1 клубом «Тревізо». 
Наступного року перейшов до друголігового «Варезе», в якому ще за рік отримав запрошення приєднатися до «Мілана». У складі основної команди «россонері» провів лише дві гри в рамках розіграшу Кубка Італії, після чого перейшов до третьолігового «Ланероссі».
1983 року став гравцем «Болоньї», з якою здобув підвищення у класі з третього до другого рівня італійської футбольної піраміди. 
Сезон 1984/85 провів у «Вероні», яка того року стала чемпіоном Італії. Проте у цій команді був гравцем резервного складу, взявши участь лише у 12 іграх першості.
Протягом другої половини 1980-х грав за «Катандзаро», «Реджяну» та «Анкону» у другому та третьому італійських дивізіонах.

## Виступи за збірну
У складі юнацької збірної Італії (U-20) був учасником молодіжної першості світу 1981, на якій взяв участь у двох іграх.

## Титули і досягнення
- Чемпіон Італії (1):

«Верона»: 1984-1985